# والیبال در المپیک تابستانی ۲۰۱۲ – مسابقات مردان
مسابقات مسابقات والیبال در المپیک ۲۰۱۲، سیزدهمین حضورش را در مسابقات المپیک تجربه خواهد نمود. این مسابقات تحت نظر اف‌ای‌وی‌بی و با همراهی کمیته بین‌المللی المپیک برگزار خواهد شد. زمان شروع مسابقات ۲۹ ژوئیه (۸ مرداد) تا ۱۲ اوت ۲۰۱۲ (۲۲ مرداد ۱۳۹۱) در لندن، بریتانیا کبیر برگزار خواهد شد. 

## مسابقات انتخابی
| روش انتخاب                    | تاریخ                     | ورزشگاه                          | مجوز | منتخبان                |
| ----------------------------- | ------------------------- | -------------------------------- | ---- | ---------------------- |
| کشور میزبان                   | —                         | —                                | ۱    | بریتانیای کبیر         |
| جام‌جهانی والیبال ۲۰۱۱         | ۲۰ نوامبر – ۴ دسامبر ۲۰۱۱ | ژاپن                             | ۳    | روسیه · لهستان · برزیل |
| مسابقات انتخابی آفریقا        | ۱۷-۲۱ ژانویه ۲۰۱۲         | یواندی, کامرون                   | ۱    | تونس                   |
| گزینشی مردان برای المپیک      | ۷-۱۲ می ۲۰۱۲              | لانگ بیچ، ایالات متحده           | ۱    | ایالات متحده آمریکا    |
| گزینشی مردان-اروپا            | ۸ تا ۱۳ می ۲۰۱۲           | صوفیه، بلغارستان                 | ۱    | ایتالیا                |
| مسابقات انتخابی آمریکای جنوبی | ۱۱ تا ۱۳ می ۲۰۱۲          | آلمرانته براون پارتیدو، آرژانتین | ۱    | آرژانتین               |
| مسابقات انتخابی جهانی ۱       | ۱-۱۰ جون ۲۰۱۲             | توکیو, ژاپن                      | ۱    | صربستان                |
| مسابقات انتخابی آسیا          | ۱-۱۰ جون ۲۰۱۲             | توکیو, ژاپن                      | ۱    | استرالیا               |
| مسابقات انتخابی جهانی ۲       | ۸ تا ۱۰جون ۲۰۱۲           | برلین، آلمان                     | ۱    | بلغارستان              |
| مسابقات انتخابی جهانی ۳       | ۸ تا ۱۰جون ۲۰۱۲           | ورونا، ایتالیا                   | ۱    | آلمان                  |
| مجموع                         | مجموع                     | مجموع                            | ۱۲   |                        |

## قرعه‌کشی مسابقات
| گلدان الف | گلدان ب |
| --- | --- |
| بریتانیای کبیر (کشور میزبان) · ایتالیا (رتبه سوم در رده‌بندی جهانی اف‌آی‌وی‌بی) · لهستان (رتبه چهارم در رده‌بندی جهانی اف‌آی‌وی‌بی) · آرژانتین (رتبه هشتم در رده‌بندی جهانی اف‌آی‌وی‌بی) · بلغارستان (رتبه نهم در رده‌بندی جهانی اف‌آی‌وی‌بی) · استرالیا (رتبه بیست و دوم در رده‌بندی جهانی اف‌آی‌وی‌بی) | برزیل (رتبه یکم در رده‌بندی جهانی اف‌آی‌وی‌بی) · روسیه (رتبه دوم در رده‌بندی جهانی اف‌آی‌وی‌بی) · ایالات متحده آمریکا (رتبه ششم در رده‌بندی جهانی اف‌آی‌وی‌بی) · صربستان (رتبه هفتم در رده‌بندی جهانی اف‌آی‌وی‌بی) · آلمان (رتبه سیزدهم در رده‌بندی جهانی اف‌آی‌وی‌بی) · تونس (رتبه هجدهم در رده‌بندی جهانی اف‌آی‌وی‌بی) |

## سالن مسابقات
- ارل کورت اکزیبشن سنتر،لندن، بریتانیا کبیر

## دور مقدماتی

### گروه الف
|      |                |          | مسابقات | مسابقات | ست‌ها | ست‌ها | ست‌ها  | امتیازها | امتیازها | امتیازها |
| رتبه | تیم            | امتیازها | برد     | باخت    | برد  | باخت | نسبت  | برد      | باخت     | نسبت     |
| ---- | -------------- | -------- | ------- | ------- | ---- | ---- | ----- | -------- | -------- | -------- |
| ۱    | بلغارستان      | ۱۲       | ۴       | ۱       | ۱۳   | ۴    | ۳٫۲۵۰ | ۴۰۷      | ۳۹۰      | ۱٫۰۴۴    |
| ۲    | لهستان         | ۹        | ۳       | ۲       | ۱۱   | ۷    | ۱٫۵۷۱ | ۴۳۳      | ۳۷۴      | ۱٫۱۵۸    |
| ۳    | آرژانتین       | ۹        | ۳       | ۲       | ۱۰   | ۷    | ۱٫۴۲۹ | ۳۸۲      | ۳۶۷      | ۱٫۰۴۱    |
| ۴    | ایتالیا        | ۸        | ۳       | ۲       | ۱۰   | ۹    | ۱٫۱۱۱ | ۴۲۶      | ۴۱۳      | ۱٫۰۳۱    |
| ۵    | استرالیا       | ۷        | ۲       | ۳       | ۸    | ۱۰   | ۰٫۸۰۰ | ۳۹۵      | ۳۹۷      | ۰٫۹۹۵    |
| ۶    | بریتانیای کبیر | ۰        | ۰       | ۵       | ۰    | ۱۵   | ۰٫۰۰۰ | ۲۷۴      | ۳۷۶      | ۰٫۷۲۹    |

| ۲۹ ژوئیه ۲۰۱۲ ۰۹:۳۰ | {{{تیم۱}}} | در برابر | {{{تیم۲}}} | {{{ورزشگاه}}} |
| ۲۹ ژوئیه ۲۰۱۲ ۰۹:۳۰ | P2 P3      |          |            | {{{ورزشگاه}}} |

| ۲۹ ژوئیه ۲۰۱۲ ۱۴:۴۵ | {{{تیم۱}}} | در برابر | {{{تیم۲}}} | {{{ورزشگاه}}} |
| ۲۹ ژوئیه ۲۰۱۲ ۱۴:۴۵ | P2 P3      |          |            | {{{ورزشگاه}}} |

| ۲۹ ژوئیه ۲۰۱۲ ۲۰:۰۰ | {{{تیم۱}}} | در برابر | {{{تیم۲}}} | {{{ورزشگاه}}} |
| ۲۹ ژوئیه ۲۰۱۲ ۲۰:۰۰ | P2 P3      |          |            | {{{ورزشگاه}}} |

| ۳۱ ژوئیه ۲۰۱۲ ۱۱:۳۰ | {{{تیم۱}}} | در برابر | {{{تیم۲}}} | {{{ورزشگاه}}} |
| ۳۱ ژوئیه ۲۰۱۲ ۱۱:۳۰ | P2 P3      |          |            | {{{ورزشگاه}}} |

| ۳۱ ژوئیه ۲۰۱۲ ۱۴:۴۵ | {{{تیم۱}}} | در برابر | {{{تیم۲}}} | {{{ورزشگاه}}} |
| ۳۱ ژوئیه ۲۰۱۲ ۱۴:۴۵ | P2 P3      |          |            | {{{ورزشگاه}}} |

| ۳۱ ژوئیه ۲۰۱۲ ۲۰:۰۰ | {{{تیم۱}}} | در برابر | {{{تیم۲}}} | {{{ورزشگاه}}} |
| ۳۱ ژوئیه ۲۰۱۲ ۲۰:۰۰ | P2 P3      |          |            | {{{ورزشگاه}}} |

| ۲ اوت ۲۰۱۲ ۱۱:۳۰ | {{{تیم۱}}} | در برابر | {{{تیم۲}}} | {{{ورزشگاه}}} |
| ۲ اوت ۲۰۱۲ ۱۱:۳۰ | P2 P3      |          |            | {{{ورزشگاه}}} |

| ۲ اوت ۲۰۱۲ ۱۶:۴۵ | {{{تیم۱}}} | در برابر | {{{تیم۲}}} | {{{ورزشگاه}}} |
| ۲ اوت ۲۰۱۲ ۱۶:۴۵ | P2 P3      |          |            | {{{ورزشگاه}}} |

| ۲ اوت ۲۰۱۲ ۲۲:۰۰ | {{{تیم۱}}} | در برابر | {{{تیم۲}}} | {{{ورزشگاه}}} |
| ۲ اوت ۲۰۱۲ ۲۲:۰۰ | P2 P3      |          |            | {{{ورزشگاه}}} |

| ۴ اوت ۲۰۱۲ ۱۴:۴۵ | {{{تیم۱}}} | در برابر | {{{تیم۲}}} | {{{ورزشگاه}}} |
| ۴ اوت ۲۰۱۲ ۱۴:۴۵ | P2 P3      |          |            | {{{ورزشگاه}}} |

| ۴ اوت ۲۰۱۲ ۲۰:۰۰ | {{{تیم۱}}} | در برابر | {{{تیم۲}}} | {{{ورزشگاه}}} |
| ۴ اوت ۲۰۱۲ ۲۰:۰۰ | P2 P3      |          |            | {{{ورزشگاه}}} |

| ۶ اوت ۲۰۱۲ ۰۹:۳۰ | {{{تیم۱}}} | در برابر | {{{تیم۲}}} | {{{ورزشگاه}}} |
| ۶ اوت ۲۰۱۲ ۰۹:۳۰ | P2 P3      |          |            | {{{ورزشگاه}}} |

| ۶ اوت ۲۰۱۲ ۱۴:۴۵ | {{{تیم۱}}} | در برابر | {{{تیم۲}}} | {{{ورزشگاه}}} |
| ۶ اوت ۲۰۱۲ ۱۴:۴۵ |            |          |            | {{{ورزشگاه}}} |

| ۶ اوت ۲۰۱۲ ۱۶:۴۵ | {{{تیم۱}}} | در برابر | {{{تیم۲}}} | {{{ورزشگاه}}} |
| ۶ اوت ۲۰۱۲ ۱۶:۴۵ | P2 P3      |          |            | {{{ورزشگاه}}} |

### گروه ب
|      |                     |          | مسابقات | مسابقات | ست‌ها | ست‌ها | ست‌ها  | امتیازها | امتیازها | امتیازها |
| رتبه | تیم                 | امتیازها | برد     | باخت    | برد  | باخت | نسبت  | برد      | باخت     | نسبت     |
| ---- | ------------------- | -------- | ------- | ------- | ---- | ---- | ----- | -------- | -------- | -------- |
| ۱    | ایالات متحده آمریکا | ۱۳       | ۴       | ۱       | ۱۴   | ۴    | ۳٫۵۰۰ | ۴۲۷      | ۳۷۰      | ۱٫۱۵۴    |
| ۲    | برزیل               | ۱۱       | ۴       | ۱       | ۱۳   | ۵    | ۲٫۶۰۰ | ۴۱۸      | ۳۷۹      | ۱٫۱۰۳    |
| ۳    | روسیه               | ۱۱       | ۴       | ۱       | ۱۲   | ۵    | ۲٫۴۰۰ | ۴۰۸      | ۳۵۲      | ۱٫۱۵۹    |
| ۴    | آلمان               | ۵        | ۲       | ۳       | ۶    | ۱۱   | ۰٫۵۴۵ | ۳۷۹      | ۳۸۸      | ۰٫۹۷۷    |
| ۵    | صربستان             | ۵        | ۱       | ۴       | ۷    | ۱۳   | ۰٫۵۳۸ | ۴۱۳      | ۴۵۵      | ۰٫۹۰۸    |
| ۶    | تونس                | ۰        | ۰       | ۵       | ۱    | ۱۵   | ۰٫۰۶۷ | ۲۹۴      | ۳۹۵      | ۰٫۷۴۴    |

| ۲۹ ژوئیه ۲۰۱۲ ۱۱:۳۰ | {{{تیم۱}}} | در برابر | {{{تیم۲}}} | {{{ورزشگاه}}} |
| ۲۹ ژوئیه ۲۰۱۲ ۱۱:۳۰ | P2 P3      |          |            | {{{ورزشگاه}}} |

| ۲۹ ژوئیه ۲۰۱۲ ۱۶:۴۵ | {{{تیم۱}}} | در برابر | {{{تیم۲}}} | {{{ورزشگاه}}} |
| ۲۹ ژوئیه ۲۰۱۲ ۱۶:۴۵ | P2 P3      |          |            | {{{ورزشگاه}}} |

| ۲۹ ژوئیه ۲۰۱۲ ۲۲:۰۰ | {{{تیم۱}}} | در برابر | {{{تیم۲}}} | {{{ورزشگاه}}} |
| ۲۹ ژوئیه ۲۰۱۲ ۲۲:۰۰ | P2 P3      |          |            | {{{ورزشگاه}}} |

| ۳۱ ژوئیه ۲۰۱۲ ۰۹:۳۰ | {{{تیم۱}}} | در برابر | {{{تیم۲}}} | {{{ورزشگاه}}} |
| ۳۱ ژوئیه ۲۰۱۲ ۰۹:۳۰ | P2 P3      |          |            | {{{ورزشگاه}}} |

| ۳۱ ژوئیه ۲۰۱۲ ۱۶:۴۵ | {{{تیم۱}}} | در برابر | {{{تیم۲}}} | {{{ورزشگاه}}} |
| ۳۱ ژوئیه ۲۰۱۲ ۱۶:۴۵ | P2 P3      |          |            | {{{ورزشگاه}}} |

| ۳۱ ژوئیه ۲۰۱۲ ۲۲:۰۰ | {{{تیم۱}}} | در برابر | {{{تیم۲}}} | {{{ورزشگاه}}} |
| ۳۱ ژوئیه ۲۰۱۲ ۲۲:۰۰ | P2 P3      |          |            | {{{ورزشگاه}}} |

| ۲ اوت ۲۰۱۲ ۰۹:۳۰ | {{{تیم۱}}} | در برابر | {{{تیم۲}}} | {{{ورزشگاه}}} |
| ۲ اوت ۲۰۱۲ ۰۹:۳۰ | P2 P3      |          |            | {{{ورزشگاه}}} |

| ۲ اوت ۲۰۱۲ ۱۴:۴۵ | {{{تیم۱}}} | در برابر | {{{تیم۲}}} | {{{ورزشگاه}}} |
| ۲ اوت ۲۰۱۲ ۱۴:۴۵ | P2 P3      |          |            | {{{ورزشگاه}}} |

| ۲ اوت ۲۰۱۲ ۲۰:۰۰ | {{{تیم۱}}} | در برابر | {{{تیم۲}}} | {{{ورزشگاه}}} |
| ۲ اوت ۲۰۱۲ ۲۰:۰۰ | P2 P3      |          |            | {{{ورزشگاه}}} |

| ۴ اوت ۲۰۱۲ ۱۶:۴۵ | {{{تیم۱}}} | در برابر | {{{تیم۲}}} | {{{ورزشگاه}}} |
| ۴ اوت ۲۰۱۲ ۱۶:۴۵ | P2 P3      |          |            | {{{ورزشگاه}}} |

| ۴ اوت ۲۰۱۲ ۲۲:۰۰ | {{{تیم۱}}} | در برابر | {{{تیم۲}}} | {{{ورزشگاه}}} |
| ۴ اوت ۲۰۱۲ ۲۲:۰۰ | P2 P3      |          |            | {{{ورزشگاه}}} |

| ۶ اوت ۲۰۱۲ ۱۱:۳۰ | {{{تیم۱}}} | در برابر | {{{تیم۲}}} | {{{ورزشگاه}}} |
| ۶ اوت ۲۰۱۲ ۱۱:۳۰ | P2 P3      |          |            | {{{ورزشگاه}}} |

| ۶ اوت ۲۰۱۲ ۲۰:۰۰ | {{{تیم۱}}} | در برابر | {{{تیم۲}}} | {{{ورزشگاه}}} |
| ۶ اوت ۲۰۱۲ ۲۰:۰۰ | P2 P3      |          |            | {{{ورزشگاه}}} |

| ۶ اوت ۲۰۱۲ ۲۲:۰۰ | {{{تیم۱}}} | در برابر | {{{تیم۲}}} | {{{ورزشگاه}}} |
| ۶ اوت ۲۰۱۲ ۲۲:۰۰ | P2 P3      |          |            | {{{ورزشگاه}}} |

## دور نهایی
- قالب نیمه نهایی: (تیم الف۱ با ب۴)، (الف۳ با ب۲ یا ب۳)، (الف۲ با ب۲ یا ب۳) و (الف۴ با ب۱)

|  | نیمه‌نهایی           | نیمه‌نهایی |           |         | نیمه‌نهایی | نیمه‌نهایی |  |  | بازی نهایی، مدال طلا | بازی نهایی، مدال طلا |
|  |                     |           |           |         |           |           |  |  |                      |                      |
|  | ۸ اوت               |           |           |         |           |           |  |  |                      |                      |
|  |                     |           |           |         |           |           |  |  |                      |                      |
|  | بلغارستان           | ۳         |           |         |           |           |  |  |                      |                      |
|  | بلغارستان           | ۳         | ۱۰ اوت    |         |           |           |  |  |                      |                      |
|  | آلمان               | ۰         |           |         |           |           |  |  |                      |                      |
|  | آلمان               | ۰         | بلغارستان | ۱       |           |           |  |  |                      |                      |
|  | ۸ اوت               |           | بلغارستان | ۱       |           |           |  |  |                      |                      |
|  |                     | روسیه     | ۳         |         |           |           |  |  |                      |                      |
|  | لهستان              | روسیه     | ۳         | ۰       |           |           |  |  |                      |                      |
|  | لهستان              |           | ۱۲ اوت    | ۰       |           |           |  |  |                      |                      |
|  | روسیه               | ۳         |           |         |           |           |  |  |                      |                      |
|  | روسیه               | ۳         | روسیه     | ۳       |           |           |  |  |                      |                      |
|  | ۸ اوت               |           | روسیه     | ۳       |           |           |  |  |                      |                      |
|  |                     | برزیل     | ۲         |         |           |           |  |  |                      |                      |
|  | آرژانتین            | برزیل     | ۲         | ۰       |           |           |  |  |                      |                      |
|  | آرژانتین            | ۱۰ اوت    |           | ۰       |           |           |  |  |                      |                      |
|  | برزیل               | ۳         |           |         |           |           |  |  |                      |                      |
|  | برزیل               | ۳         | برزیل     | ۳       | مکان سوم  | مکان سوم  |  |  |                      |                      |
|  | ۸ اوت               |           | برزیل     | ۳       | مکان سوم  | مکان سوم  |  |  |                      |                      |
|  |                     | ایتالیا   | ۰         |         |           |           |  |  |                      |                      |
|  | ایالات متحده آمریکا | ایتالیا   | ۰         | ۰       | بلغارستان | ۱         |  |  |                      |                      |
|  | ایالات متحده آمریکا |           |           | ۰       | بلغارستان | ۱         |  |  |                      |                      |
|  | ایتالیا             | ۳         |           | ایتالیا | ۳         |           |  |  |                      |                      |
|  | ایتالیا             | ۳         |           |         | ۳         |           |  |  |                      |                      |
|  |                     |           |           |         |           |           |  |  | ۱۲ اوت               |                      |
|  |                     |           |           |         |           |           |  |  |                      |                      |

### یک چهارم نهایی
| ۸ اوت ۱۴:۰۰ | {{{تیم۱}}} | در برابر | {{{تیم۲}}} | {{{ورزشگاه}}} |
| ۸ اوت ۱۴:۰۰ | P2 P3      |          |            | {{{ورزشگاه}}} |

| ۸ اوت ۱۶:۰۰ | {{{تیم۱}}} | در برابر | {{{تیم۲}}} | {{{ورزشگاه}}} |
| ۸ اوت ۱۶:۰۰ | P2 P3      |          |            | {{{ورزشگاه}}} |

| ۸ اوت ۱۹:۳۰ | {{{تیم۱}}} | در برابر | {{{تیم۲}}} | {{{ورزشگاه}}} |
| ۸ اوت ۱۹:۳۰ | P2 P3      |          |            | {{{ورزشگاه}}} |

| ۸ اوت ۲۱:۳۰ | {{{تیم۱}}} | در برابر | {{{تیم۲}}} | {{{ورزشگاه}}} |
| ۸ اوت ۲۱:۳۰ | P2 P3      |          |            | {{{ورزشگاه}}} |

### نیمه نهایی
| ۱۰ اوت ۱۵:۰۰ | {{{تیم۱}}} | در برابر | {{{تیم۲}}} | {{{ورزشگاه}}} |
| ۱۰ اوت ۱۵:۰۰ | P2 P3      |          |            | {{{ورزشگاه}}} |

| ۱۰ اوت ۱۹:۳۰ | {{{تیم۱}}} | در برابر | {{{تیم۲}}} | {{{ورزشگاه}}} |
| ۱۰ اوت ۱۹:۳۰ | P2 P3      |          |            | {{{ورزشگاه}}} |

### مسابقه مدال برنز
| ۱۲ اوت ۰۹:۳۰ | {{{تیم۱}}} | در برابر | {{{تیم۲}}} | {{{ورزشگاه}}} |
| ۱۲ اوت ۰۹:۳۰ | P2 P3      |          |            | {{{ورزشگاه}}} |

### مسابقه مدال طلا
| ۱۲ اوت ۱۳:۰۰ | {{{تیم۱}}} | در برابر | {{{تیم۲}}} | {{{ورزشگاه}}} |
| ۱۲ اوت ۱۳:۰۰ | P2 P3      |          |            | {{{ورزشگاه}}} |

## رده‌بندی نهایی
| رده | تیم                 |
| --- | ------------------- |
| 1   | روسیه               |
| 2   | برزیل               |
| 3   | ایتالیا             |
| ۴   | بلغارستان           |
| ۵   | آرژانتین            |
| ۵   | آلمان               |
| ۵   | لهستان              |
| ۵   | ایالات متحده آمریکا |
| ۹   | استرالیا            |
| ۹   | صربستان             |
| ۱۱  | بریتانیای کبیر      |
| ۱۱  | تونس                |

| قهرمان مسابقات مردان المپیک ۲۰۱۲ |
| -------------------------------- |
| · روسیه · 1st عنوان              |

| آپالیکوف، ختی، گرانکین، تتیوخین، سوکولوف، برژکو، بوتکو موزرسکی، ایلینیخ، میخائیلوف، ولکوف، اوبمچیف |
| سرمربی                                                                                             |
| ولادیمیر الکنو                                                                                     |